# جودي دين
جودي دين (بالإنجليزية: Jodi Dean)‏ هي مُنظرة سياسية وعالمة سياسة أمريكية، ولدت في 9 أبريل 1962.